# Trzęsienia ziemi w średniowiecznej Polsce
Trzęsienia ziemi w średniowiecznej Polsce – Polska nie jest krajem, który leży na zetknięciu, czy nawet w pobliżu uskoków płyt tektonicznych, których to ruchy są najczęstszą przyczyną trzęsień ziemi (S. Gibowicz podaje, że jest to nawet 90%). Już Jan Długosz pisał, że Polska jest krainą „zgoła nie znająca trzęsień ziemi, których inne krainy doznają często aż ze skutkami ruin i unicestwień miast i wsi i rozpadaniem się gór”. Mimo to Polskę zalicza się do krajów tzw. tablicy runicznej, tzn. z silnie sejsmicznych Węgier na terytorium Polski docierają (zwłaszcza na terytorium Galicji) tylko najsilniejsze trzęsienia. Większość z nich zatrzymuje się na linii Karpat. Ponadto w rejonie Karpat i Sudetów mogą występować lokalne słabe poruszenia skorupy ziemskiej.

## Początek zainteresowania trzęsieniami ziemi w historiografii polskiej
Właściwy początek zainteresowania tematyką klęsk elementarnych w historiografii polskiej datuje się na rok 1906, kiedy to w Wiedniu, podczas Zjazdu Przedstawicieli Towarzystw Krajoznawczych, dr Swaworski i prof. Redlich wygłosili referat o potrzebie krytycznego zestawienia wzmianek źródłowych o zjawiskach meteorologicznych i klęskach żywiołowych oraz zjawiskach następczych. Wybrana na zjeździe trzyosobowa komisja (Oberhummer, Bruckner, Redlich), miała za zadanie opracowanie planu i zasad pracy, a także poleciła ona gromadzenie materiałów o zagadnieniu klęsk elementarnych, w tym także w zakresie trzęsień ziemi.
Jednak jeszcze przed rokiem 1906 powstały pierwsze dzieła na ten temat. W 1902 r. ujrzały światło dzienne dwie bardzo ważne prace V. Láski. Wymienia on w swej pracy 14 trzęsień ziemi dla okresu średniowiecza na terytorium Polski. Wymienione przez niego źródła są niekompletne, ponadto odnosi się on bezkrytycznie do przytoczonych dat i wydarzeń, dlatego trzeba zachować dużą powściągliwość podczas odnoszenia się do informacji przez niego podanych.
Po roku 1906 szczególnie popularnym tematem stały się zmiany i wszelkie anomalie klimatyczne. Jednakże ciągle istniała dość spora luka, jeśli chodzi o rzetelne zestawienie informacji o pozostałych klęskach elementarnych, w tym o trzęsieniach ziemi. Przestrzeń tę próbował zapełnić badacz historii społecznej i gospodarczej, Franciszek Bujak wraz ze swoimi uczniami, opracowując Badania z dziejów społecznych i gospodarczych. Głównym założeniem publikacji miało być „stworzenie podstaw dla badań nad przeszłością społeczną i gospodarczą Polski”, które miały zawierać między innymi opracowanie kroniki klęsk elementarnych, mających wpływ na przebieg życia gospodarczego kraju. Zestawienie to miało objąć całe terytorium Polski, począwszy od połowy wieku XV, na połowie wieku XIX kończąc (dokładniejszą cezurą była ustawa uwłaszczeniowa), a więc cały okres gospodarki folwarczno-pańszczyźnianej. Akcentowano w tym zestawieniu zasadniczą literaturę historyczną i źródła drukowane, w mniejszym zaś stopniu materiały archiwalne. Przygotowano cztery tomy, w tym dla lat 1450–1586, jednak wybuch II wojny światowej zahamował pracę nad ich opracowywaniem, a częściowo nawet spowodował utratę dotychczasowych materiałów, co wpłynęło na utrudnienia w realizacji przyjętego planu. Mimo tych trudności udało się przygotować pracę, która przyniosła zadowalające wyniki w zakresie prostego skatalogowania wzmianek dla lat po 1450 r., natomiast nie posunęła ona naprzód rozważań metodologicznych nad koncepcją owego katalogu oraz sposobami analizy zebranego materiału.
W roku 1972 powstała praca Janusza Pagaczewskiego, pracownika Instytutu Geofizyki PAN, który w swoim dziele zawarł opis aż 26 trzęsień ziemi z okresu średniowiecza, odczuwalnych na terytorium Polski. Swój spis oparł on na wcześniejszym materiale, zgromadzonym przez H.L. Jeittelesa, V. Karnika oraz wspomnianego już V. Láski. Ponieważ Pagaczewski jest w swojej pracy prawie całkowicie bezkrytyczny wobec materiału źródłowego, tak więc zalecane jest podchodzić do niego z dużą rezerwą i zweryfikować jego spis. Kolejną próbę wypełnienia luki, jaka istniała w historiografii odnośnie do klęsk elementarnych, podjęła H.M. Malewicz, wywodząca się z Centre d’Études Supérieueres de Civilisation Médiévale w Poitiers, której praca zdaje się realizować założenia przedstawione w Wiedniu w 1906 r. Malewicz w swojej książce zajmuje się głównie pierwszymi czterema zagadnieniami, traktując wybiórczo dane dotyczące kwestii florystycznych i zoologicznych oraz antropologicznych. Jej praca spotkała się z krytyczną oceną Marka Derwicha, który w precyzyjny sposób wskazał Malewicz popełnione przez nią pomyłki. Skupił się on jednak prawie wyłącznie na błędach z zakresu kwerendy i precyzji stosowanych przez nią skrótów odnoszących się do przytaczanego materiału źródłowego. Nie wysnuł natomiast żadnych nowych wniosków jeśli chodzi o kwestie merytoryczne.
Większość spisów klęsk elementarnych nie realizuje podstawowych założeń krytycyzmu. Malewicz i Derwich postulują, iż należy rozróżnić zjawiska wyliczalne lub sprawdzalne, od informacji o zjawiskach częściowo sprawdzalnych lub całkowicie niesprawdzalnych. Sprawdzalność tych zjawisk polega natomiast na ich potwierdzeniu w kilku źródłach proweniencji polskiej lub krajów sąsiednich.

## Trzęsienia ziemi w średniowieczu na terytorium Polski
Przyjmuje się, że w historii średniowiecza na terytorium Polski miały miejsce cztery trzęsienia ziemi, potwierdzone przez niezależne od siebie źródła historyczne. Ponadto występuje kilka dodatkowych, o których jednak mówi albo jedno tylko źródło, albo informacje o nich są zgoła niesprawdzalne, w związku z czym nie można z całą pewnością odpowiedzieć na pytanie, czy rzeczywiście miały ono miejsce, czy też raczej są zapisem innych wstrząsów sejsmicznych.
Pierwszym trzęsieniem ziemi, o jakim wzmiankę można znaleźć w źródłach, jest wstrząs, mający miejsce 4 maja 1201 o godzinie 11:00. Katalog trzęsień… następująco opisuje to poruszenie skorupy ziemskiej: „Burzące trzęsienie ziemi w Górnej Styrii (Murau). Odczute bardzo silnie w Czechach (Bohemia), na Morawach, w południowych i środkowych Niemczech oraz w Polsce i na Śląsku”.
Większość źródeł małopolskich (Katalogi biskupów krakowskich, Rocznik małopolski, Rocznik Traski, Rocznik Sędziwoja, Roczniki, czyli kroniki sławnego Królestwa Polskiego Długosza) podają błędną datę drugiego trzęsienia ziemi, które miało miejsce 7 lutego 1258 r., godzina 15. U Długosza czytamy: „W tym samym roku nastąpiło trzęsienie ziemi w całej Polsce. Następnie z biegiem lat gnębiły Polskę spory, waśnie i liczne nieszczęścia. To samo trzęsienie ziemi było w Czechach, na Rusi i na Węgrzech”. Wymienia on je nawet dwukrotnie – drugi raz pod właściwą datą roczną (1258), ale błędną datą dzienną (31 stycznia). Katalog… określa je jako: „Silne trzęsienie ziemi w Polsce, zwłaszcza na Śląsku. Odczute w Czechach (Bohemia, Opawa), na Węgrzech i w Rosji”.
Kolejne trzęsienie ziemi miało mieć miejsce 31 stycznia 1259 r. Wzmiankuje o nim tylko jedno źródło – mianowicie Roczniki wrocławskie. Wynika to z faktu, iż Długosz pomija informację o wstrząsie, który miał być odczuwalny zwłaszcza w Krakowie, na co wskazuje Pagaczewski: „Burzące trzęsienie ziemi w Polsce, zwłaszcza w Krakowie. Odczute na Śląsku i Morawach (Brno)”. Skłania to do przyjęcia wniosku, iż Długosz odnotował obydwa trzęsienia ziemi (tj. z lutego 1258 r. oraz ze stycznia 1259 r.), jednakże błędnie je połączył.
W 1400 r. miało miejsce kolejne trzęsienie ziemi, jednak nie jest znana jego data dzienna. Mówią o nim tylko Wspominki wiślickie, w związku z czym, należy ostrożnie podejść do jego wiarygodności.
Zdecydowanie najsilniejsze i najsławniejsze zarazem trzęsienie ziemi w historii polskiego średniowiecza miało miejsce 5 czerwca 1443 r., godz. 15–16. Jego siłę w skali MKS-64 szacuje się na VII°. Najpełniejszy, a zarazem najbardziej sugestywny obraz tych wydarzeń przekazuje Kalendarz Krakowski: „Roku pańskiego 1443 w czasie trwania soboru bazylejskiego, 5 czerwca o godzinie trzynastej stało się wielkie trzęsienie ziemi w pośród strasznych grzmotów, tak że w mieście Krakowie wszystkie mury od trzęsienia jakby zwalić się miały i straszny sprawiały łoskot, a w wielu miejscach na murach i sklepieniach pokazały się nie małe szpary i pęknięcia, leciały cegły i kamienie. (…) Wówczas to spadło sklepienie u św. Katarzyny”. Katalog… Pagaczewskiego przedstawia je następująco: „1443, czerwiec 5.,15-16h. Trzęsienie ziemi na Śląsku. Obszar makrosejsmiczny objął Środkową Europę. We Wrocławiu i okolicy szczególnie silne szkody w budynkach, w Brzegu spadła część sklepienia kościoła farnego, a w Krakowie zawaliło się sklepienie kościoła św. Katarzyny. W innych miejscowościach polski lekkie szkody w budynkach. Silnie odczute w Czechach (Bohemia), Hradec Králové i na Morawach (…). Możliwe, że epicentrum znajdowało się na Przedgórzu Sudeckim (…)”. Ponadto liczne wiejskie kominy nie wytrzymały siły trzęsienia i popękały lub pospadały. Obok kościoła św. Katarzyny ucierpieć miał także kościół św. Andrzeja.
U Długosza można odnaleźć informacje na temat jeszcze innych wstrząsów sejsmicznych, które nie zostały uwzględnione przez Srokę i Malewicz. Pod rokiem 1000, Długosz pisze: „Wiele dziwnych wypadków zdarzyło się w tym roku. Przede wszystkim było trzęsienie ziemi w nawróconej Polsce. (…)”. Wspomina o nim także Katalog... Pagaczewskiego, datując go na 29 marca 1000 r. „Burzące trzęsienie ziemi w okolicy Lublany. Odczute silnie w całej Europie, silnie w środkowych Niemczech, Saksonii, Brandenburgii, Memmingen, Norymberdze i prawdopodobnie w Polsce”.
Kolejnym pominiętym trzęsieniem ziemi jest to datowane na 1016 r. Długosz wiąże z nim informacje o narodzinach syna Mieczysława (Mieszko II) i Ryksy, czyli Kazimierza. „W tymże zaś roku zdarzyło się trzęsienie ziemi w Królestwie Polskim, uznane za zjawisko nadprzyrodzone”. W Katalogu… znajduje się zapis: „Trzęsienie ziemi w Polsce. Wymieniona miejscowość Kraków”.
Katalog… Pagaczewskiego nie wspomina o żadnych ruchach sejsmicznych w 1348 r., jednak Długosz pod tą datą podaje następującą informację: „(…) wielkie trzęsienie ziemi, które nastąpiło w piątek, w uroczystość Nawrócenia św. Pawła i rozprzestrzeniło się po wszystkich krajach katolickich i barbarzyńskich. Wiele znakomitych miast rozpadło się, niektóre uległy całkowitemu zburzenie tak, że z trudem można było dostrzec ich fundamenty”.
Redakcja Lubelska Katalogów biskupów krakowskich, mówi o trzęsieniu ziemi 23 maja 1442 r. Informację tę wiąże z zawaleniem się sklepienia w Kościele Mariackim. Być może chodzi o trzęsienie ziemi z roku następnego.

## Klęski elementarne a istotne wydarzenia historyczne
Można wskazać na powiązania występujące w annalistyce średniowiecznej pomiędzy klęskami elementarnymi a ważnymi wydarzeniami. Ten sam wzorzec dotyczy trzęsień ziemi – najczęściej występują one jako oznaka śmierci kogoś ważnego; tak było ze wstrząsami sejsmicznymi w latach 1201, 1258-1259 lub jako zapowiedź innego ważnego wydarzenia. U Długosza trzęsienia ziemi występują jako zwiastun wielkich nieszczęść oraz jako bodziec do odczuwania przerażenia i niepokoju – Długosz w ten sposób opisuje np. ruchy skorupy ziemskiej z 1443 r.: „Ludzie ogarnięci nagłym strachem odchodzili od zmysłów. (…) Ale i sama gleba w Królestwie Polskim, zdaniem ludzi pospolitych, zaczęła być mniej płodna po trzęsieniu ziemi i przez wiele lat rodziła kąkol i niewidziane przedtem owoce, zwane po polsku śniecią, zamiast czystej pszenicy. Wskutek wspomnianego trzęsienia uległa – jak pospolicie twierdzą – zepsuciu”. Z kolei o wstrząsie z 5 maja 1200 r. pisze: „To zjawisko, które rzadko zdarza się w Polsce, było poczytane za cudowny znak i u wielu [ludzi] budziło obawy”.
Wydaje się, że na percepcję tych zjawisk w średniowiecznej annalistyce bez wątpienia duży wpływ miała Biblia. Pewne zjawiska meteorologiczne czy klimatyczne, a także mogą przypominać kary zesłane przez Boga na Egipcjan, z kolei inne znaki zdają się nawiązywać do wydarzeń opisywanych w Objawieniu Św. Jana, symbolizując nadchodzący koniec świata i sąd Boży. Dlatego też nie powinno dziwić przerażenie i strach, jakie w opisie klęsk elementarnych przedstawiają dziejopisarze średniowieczni. Aż po XV w. silne było poczucie sprawiedliwości Bożej, skoro po trzęsieniu ziemi w 1443 r. jeden z glosatorów wpisał do Kalendarza krakowskiego: „Lecz nie mogąc ludzkim umysłem pojąć tego, zdają się w końcu na sąd boskiego majestatu, wspólnie jednak mówią o przepowiedni nieszczęścia” (mieszkańcy Krakowa). Można stąd wysnuć tezę, iż aż do XV w. zapisywano tylko i wyłącznie zjawiska, które można było postrzegać jako zapowiedź tragicznego wydarzenia, lub jako element kary za grzechy. Dopiero pod wpływem renesansu zaczęto interesować się także zjawiskami pozytywnymi.

### Teksty źródłowe
- Długosz J., Roczniki, czyli kroniki sławnego Królestwa Polskiego, red. i wstęp J. Dąbrowski, ks. 1-2, Warszawa 1961.
- Długosz J., Roczniki, czyli kroniki sławnego Królestwa Polskiego, red. i wstęp K. Pieradzka, ks. 7-8, Warszawa 1974.
- Długosz J., Roczniki, czyli kroniki sławnego Królestwa Polskiego, red. i wstęp J. Garbacik i K. Pieradzka, ks. 9, Warszawa 1975.
- Długosz J., Roczniki, czyli kroniki sławnego Królestwa Polskiego, red. i wstęp J. Wyrozumski, ks. 11-12, Warszawa 2004, s. 320.
- Redakcja Lubelska Katalogów biskupów krakowskich, [w:] Monumenta Poloniae Historica, series nova, V, wyd. W. Szymański, Warszawa 1974.
- Kodeks Biblioteki Kórnickiej, [w:] Monumenta Poloniae Historica, V, wyd. A. Bielowski, Lwów 1888.
- Kodeks Kuropatnickiego, [w:] Monumenta Poloniae Historica, II, wyd. A. Bielowski, Lwów 1878.
- Najdawniejsze roczniki i kalendarz krakowski, wyd. Z. Kozłowska-Budkowa, [w:] Monumenta Poloniae Historica, series nova, V, Warszawa 1978.
- Rocznik Chotelskiego, [w:] Monumenta Poloniae Historica, III, wyd. A Bielowski, Lwów 1878.
- Rocznik dominikanów wrocławskich, [w:] Średniowieczna annalistyka śląska, W. Korta, Wrocław 1966.
- Rocznik kapitulny krakowski, [w:] Monumenta Poloniae Historica, series nova, V, wyd. Z. Kozłowska-Budkowa, Warszawa 1978.
- Rocznik kapituły krakowskiej, [w:] Monumenta Poloniae Historica, series nova, V, wyd. Z. Kozłowska-Budkowa, Warszawa 1978.
- Rocznik krakowski, [w:] Monumenta Poloniae Historica, II, wyd. A. Bielowski, Lwów 1872.
- Rocznik miechowski, [w:] Monumenta Poloniae Historica, II, wyd. A. Bielowski, Lwów 1872.
- Rocznik Sędziwoja, [w:] Monumenta Poloniae Historica, II, wyd. A. Bielowski, Lwów 1872.
- Rocznik Traski, [w:] Monumenta Poloniae Historica, II, wyd. A. Bielowski, Lwów 1872.
- Spominki kazimierskie, [w:] Monumenta Poloniae Historica, III, wyd. A Bielowski, Lwów 1878.
- Spominki wiślickie, [w:] Monumenta Poloniae Historica, III, wyd. A. Bielowski, Lwów 1878.

### Opracowania
- Derwich M., O zjawiskach przyrodniczych i ich recepcji w średniowiecznym dziejopisarstwie polskim, „Kwartalnik Historyczny”, R.91, Warszawa 1984.
- Gibowicz S., Trzęsienia ziemi, Katowice 1961.
- Hoszowski Stanisław, Franciszek Bujak – w piątą rocznicę śmierci, [w:] Roczniki dziejów społecznych i gospodarczych, T. 20, Lwów 1958.
- Láska Václav, O trzęsieniach ziemi w Polsce, „Kosmos”, red. B. Radziszewski, T. 27, Lwów 1902.
- Łojko J., Małgorzata Hanna Malewicz, Zjawiska przyrodnicze w relacjach dziejopisarzy polskiego średniowiecza, Monografie z dziejów nauki i techniki, T. 23, Zakład Narodowy im. Ossolińskich, Wrocław-Warszawa-Kraków-Gdańsk 1980, s. 185, „Przegląd Historyczny”, R.72, 1981.
- Kiersnowski R., Życie codzienne na Śląsku w wiekach średnich, Warszawa 1971.
- Malewicz H.M., Zjawiska przyrodnicze w relacjach dziejopisarzy polskiego średniowiecza, Wrocław-Warszawa-Kraków-Gdańsk 1980.
- Pagaczewski J., Katalog trzęsień ziemi w Polsce w latach 1000–1970, [w:] Materiały i prace Instytutu Geofizyki Polskiej Akademii Nauk, Warszawa 1972.
- Sroka S. A., Klęski elementarne w Krakowie w XV w., „Rocznik Krakowski”, T. 67, Kraków 2001.
- Walawender A., Kronika klęsk elementarnych w Polsce i krajach sąsiednich w latach 1000–1970, Lwów 1932.